# Studnie i źródła Świętego Wojciecha w Czechach
Studnie i źródła Świętego Wojciecha w Czechach – zespół studni i źródeł noszących nazwę Świętego Wojciecha znajdujących się na terenie Czech.

## Geneza
W Czechach znajduje się wiele miejsc i miejscowości związanych rzeczywiście lub legendarnie z postacią Świętego Wojciecha. Duża część z nich była odwiedzana przez tę postać wraz z bratem, Radzimem Gaudentym. Wokół tych wizyt z czasem narosły liczne podania i legendy. Część z nich związana jest ze źródłami lub studzienkami.

## Zestawienie
W granicach Czech znajdują się następujące studnie i źródła, których patronem jest Święty Wojciech:
| Nazwa                     | Miejsce                                             | Opis | Zdjęcie |
| ------------------------- | --------------------------------------------------- | --- | ------- |
| Vojtěška                  | Praga 6, Břevnov                                    | Studnia znajduje się w obrębie kompleksu klasztoru benedyktyńskiego. Związana jest z postacią Václava Hájka, któremu Bóg we śnie miał przykazać zabiegać o postawienie w tym miejscu klasztoru. Ten sam sen przyśnił się Świętemu Wojciechowi. Klasztor poświęcono w roku 993. Sklepienie studni pochodzi z XIII wieku. Nad całością opat Benon Löbl w 1750 roku postawił barokowy pawilon z płaskorzeźbami przedstawiającymi legendę. |         |
| Pramen svatého Vojtěcha   | Medonosy, powiat Mielnik                            | Źródło zlokalizowane w dolinie Liběchovki, w pobliżu Medonosów. W 2006 roku poddano je rekonstrukcji, ponieważ traciło wodę. Obecnie nawet w latach suchych ma dostatek wody. |         |
| Studánka U Vojtěcha       | Čechtice, powiat Benešov                            | Studnia znajduje się w północnej części wsi, około sześćset metrów od dworu w centrum miejscowości, w niewielkim gaju. Nad studnią zbudowana została kapliczka poświęcona patronowi. |         |
| Studánka svatého Vojtěcha | Mysletice, powiat Benešov                           | Studnia znajduje się pod wspartym na czterech filarach baldachimem. Nad nią, na szczycie wzniesienia Větrov, stoi kaplica pielgrzymkowa św. Wojciecha z kamiennym tronem i kalwarią. Całość wpisana jest do rejestru zabytków. Prowadzi tam ścieżka dydaktyczna „Kolem Votic”. W 2018 roku studzienka była pozbawiona wody. |         |
| Studánka svatého Vojtěcha | Bylany, powiat Kutná Hora                           | Studnia znajduje się około trzech kilometrów na południowy zachód od Kutnej Hory, pośród pól, w bok od rozdroża na Přítoky i Markovičky. Wznosi się nad nią kaplica z 1892 roku. W niszy kaplicy znajduje się barokowa rzeźba patrona z pierwszej połowy XVIII wieku. Wewnątrz znajduje się źródło, które w średniowieczu zaopatrywało w wodę Kutną Horę. Woda wypływa na zewnątrz poprzez sztolnię i ukazuje się kilka metrów poniżej, przy polnej drodze. Do założenia prowadzi aleja lipowa. |         |
| Svatovojtěšská studánka   | Přerov nad Labem, powiat Nymburk                    | Według legendy wodę z tej studni pił Święty Wojciech podczas podróży z Pragi do rodzinnych Libic. Źródło wytrysnąć miało w miejscu, gdzie święty pochował swojego ojca. Kapliczkę nad źródłem postawiono w początku XIX wieku, w polu, na południe od wsi. W 1897 roku była odnowiona z inicjatywy właściciela przerowskiego majątku, Ludvíka Salvátora Toskánskýego. Obraz w niszy namalował lokalny artysta, Josef Syrový. W latach 2007–2008 obiekt wyremontowano. Pracami kierował Josef Červinka. Wyznaczono wówczas drogi dojściowe dla turystów i pielgrzymów. W 2010 kapliczkę poświęcono. Woda jest niezdatna do picia. |         |
| Pramen Sv. Vojtěcha       | Počátky, powiat Pelhřimov                           | Źródło znajduje się w lesie w pobliżu znanego już w XVI wieku uzdrowiska Svatá Kateřina i jest elementem większego zespołu (źródła i kościół). Nad studzienką znajduje się drewniana altana-kaplica Świętego Wojciecha. |         |
| Hadovka-Vojtěška          | Všeruby, powiat Pilzno Północ                       | Studnia położona jest na zachód od Všerub. Legenda głosi, że Święty Wojciech za odejście od chrześcijaństwa zesłał na miejscową ludność plagę szarańczy i żab. Gdy odszczepieńcy postanowili się poprawić, cofnął klątwę. Ze studni wyszła duża liczba węży, które pożarły szkodniki (powstała wówczas nazwa Hadovka, od gadów). Historia ta opisana jest nad bramą lokalnego kościoła Świętego Ducha z 1384 roku. |         |
| Vojtěška-Dobrá Voda       | Vrčeň, powiat Pilzno Południe                       | Nazwa wsi pochodzi od legendarnego zdarzenia. Gdy Święty Wojciech, nierozpoznany przez mieszkańców, przechodził przez wieś, ci wypuścili na niego psy, które szczekały, ale pod spojrzeniem świętego ucichły i tylko warczały. Vrčeň ma nawet w swoim herbie atrybuty wojciechowe – mitrę biskupią i wiosło. Kaplicę nad źródłem poświęcono w 2003 roku. Zainstalowano wówczas nowy krzyż. |         |
| Pramen Sv. Vojtěcha       | Bouček, powiat Pilzno Południe                      | Źródło znajduje się około kilometra na północ od wsi Kasejovice, przy samotnym gospodarstwie Bouček. Obok stoi barokowa kaplica. Według legendy Święty Wojciech miał tędy przechodzić w 992 roku z Pragi na Zeleną Horę. Gdy spotkał stado spragnionych krów z pasterzem, uderzył swoją laską w grunt, z którego wytrysnęła woda. Istniało tu uzdrowisko z gospodą (wspomniane m.in. w 1843 roku), które przestało prosperować w okresie I wojny światowej. |         |
| Vojtěška                  | Milavče, powiat Domažlice                           | Według legendy źródło (zlokalizowane w centrum wsi) ma cudowną moc. Bohuslav Balbín zapisał, że przepowiada ona przyszłość chorym. Gdy osoba taka przyjdzie tu z kielichem, z którego zwykle pija i zaczerpnie wody, źródło przepowie, czy będzie żył (woda przezroczysta) lub, czy mu się pogorszy (woda mętna). |         |
| Vojtěška-Oční studánka    | Újezd u Chanovic, powiat Klatovy                    | Studzienka znajduje się w lesie na północ od wsi i na zachód od Chanovic, pomiędzy wzgórzami Prašivec (599 m n.p.m.), a Chlum (609 m n.p.m.). W 1947 roku, w 950. rocznicę śmierci świętego postawiono nad nią kapliczkę. Obraz wewnątrz ukazuje legendę o węglarzu Wacławie, który pomógł patronowi ukryć się przed prześladowcami. Drugiego dnia święty ochrzcił jego synów, a niewidomej córce przywrócił wzrok wodą ze źródła. W 2013 roku przeprowadzono badania składu wody, które potwierdziły jej prozdrowotne właściwości.                                                                                              |         |
| Studánka svatého Vojtěcha | Poleň, powiat Klatovy                               | Studzienka znajduje się około 3 kilometrów na południowy wschód od wsi, przy ścieżce i czerwonym szlaku turystycznym do Věckovic i stojącej obok kapliczki św. Błażeja. Według legendy jest to miejsce, gdzie Święty Wojciech tupnął nogą. Woda być może ma właściwości lecznicze, prawdopodobnie jest lekko radioaktywna. Podania głoszą, że kaplicę wystawił Błażej z Poleňi, jako podziękowanie za uzdrowienie. |         |
| Studánka Svatý Vojtěch    | Lštění, powiat Prachatice                           | Lštění jest przysiółkiem Radhostic, a źródło znajduje się w jego centrum, wraz z zespołem kościelno-kaplicznym. Przysiółek nosi również drugą, nieformalna nazwę, Svatý Vojtěch. Studzienka jest barokowa, sześcioboczna, a jej patron miał tutaj pić wodę, która według podań ma pomagać na choroby oczu. Zbudowano ją w 1725 roku. |         |
| Pramen Svatý Vojtěch      | Horní Malá Úpa (część wsi Malá Úpa), powiat Trutnov | Zespół jedenastu radioaktywnych źródeł z wodą zawierającą radon. Wypływ jest efektem prac poszukiwawczych prowadzonych na przełomie lat 50. i 60. XX wieku w celu wykrycia występowania rud uranu (dwa największe wypływy charakteryzują się aktywnością 1908-4215 Bq/l). Dzięki wspólnej inicjatywie pracowników naukowych Uniwersytetu Karola w Pradze i Politechniki Wrocławskiej nosi nazwę Świętego Wojciecha. |         |